# サンディ・ピーターソン
サンディ・ピーターソン（英: Sandi Peterson 1959年 - ）は、アメリカ合衆国の実業家。
現職はクレイトン・ダビリアー・ライス経営パートナーであり、マイクロソフトの社外取締役である（2021年9月時点）。
2012年から2018年までジョンソン＆ジョンソングループの全世界チェアマンで、これまでバイエルメディカルケア、メドコヘルスソリューションズ、ナビスコ、ワールプール・コーポレーションの重役を歴任した。

## 幼少期と教育
6人きょうだいの末っ子に生まれたピーターソンは、コーネル大学で政府研究の学士号を、プリンストン大学で応用経済学修士号（MPA）を授与される。マッキンゼー・アンド・カンパニーに入社、コンサルティングの仕事を始めた。

## 職歴
1987年から1993年まで 、ワールプール・コーポレーションで戦略、財務、持続可能性および製品開発に従事し、後にナビスコに勤めた。2000年、ピーターソンはメドコ・ヘルスソリューションズ（Medco Health Solutions）で管理職の座に着くと、2005年にはバイエルメディカルケアの社長に就任 。また、ドイツのロバート・ボッシュ財団（シュトゥットガルト）のフェローに受け入れられると、ドイツ連邦財務省とドイツ産業連合に1年出向した。2010にはバイエル・クロップサイエンスAGの会長兼最高経営責任者に昇進した 。
かつて、自然保護研究公益法人のエコヘルス・アライアンス（EcoHealth Alliance、旧称Wildlife Trust）の議長であり 、ダン・アンド・ブラドストリートでは取締役を務めた  。Microsoftの取締役には2015年から委嘱される。
ピーターソンはしばしば実業界における女性を擁護し、この主題について2011年に雑誌『フォーブス』にインタビュー記事が連載された。
ニュージャージー州プリンストンにある高等研究所の評議員を引き受けている。

### ジョンソン・エンド・ジョンソン時代
2012年12月、ピーターソンはジョンソン・エンド・ジョンソングループ全社で最高位の女性として全世界チェアマンに就任。経済誌『ウォール・ストリート・ジャーナル』は、同社がピーターソンを採用するため数ヵ月にわたり「懇請」したと報じた 。おりから同社は製品リコールや売上減少など問題が報告されており、その対処を目指した全社的な見直しの一環でピーターソンの採用に動いていた。ピーターソンは前職のバイエル（ドイツ）から移籍するについてジョンソン・エンド・ジョンソンの執行委員に加わり、本社所在地のニュージャージー州ニューブランズウィックに移転した。
ジョンソン・エンド・ジョンソンでは、職場における女性の役割を促進する必要性を提唱した。2014年には同社経営幹部の地位にある女性の人数を2倍に、従業員総数の女性比率を33％にそれぞれ増やした 。変革について取材を受けたピーターソンは記者に「人口の半分は女性なのだから、（リーダーシップの観点から）それが我々のあるべき姿。かなりよいところまで進んだが、まだまだ道半ば。」と答えた。
同社は2018年10月1日付で退職した。

## 栄誉と受賞
2013年、全米女性重役協会はピーターソンに「功績のある女性」賞を授与した。がんの犠牲者とその家族を支援する慈善団体ギルダズクラブ（ニューヨーク市）は2014年、企業ビジョン賞を贈った 。その同じ年、『フォーブス』はピーターソンを「実業界最強の女性」一覧で20位にランク付けした。2015年、 200人委員会は毎年恒例の「企業の変革者」賞の授賞者にピーターソンを指名した。
2015年6月、ピーターソンはベルリンG7サミットで政府首脳に医療政策に関して提言した。